# فابیو نورونا
فابیو نورونا (به پرتغالی: Fábio Noronha de Oliveira) دروازه‌بان اهل برزیل است که در شهر ریودو ژانیرو و در تاریخ ۱۲ اکتبر ۱۹۷۵ به دنیا آمده‌است.
فابیو نورونا در تیم‌های فوتبال فلامینگو سابقهٔ حضور دارد.